# 聖普羅可比聖殿

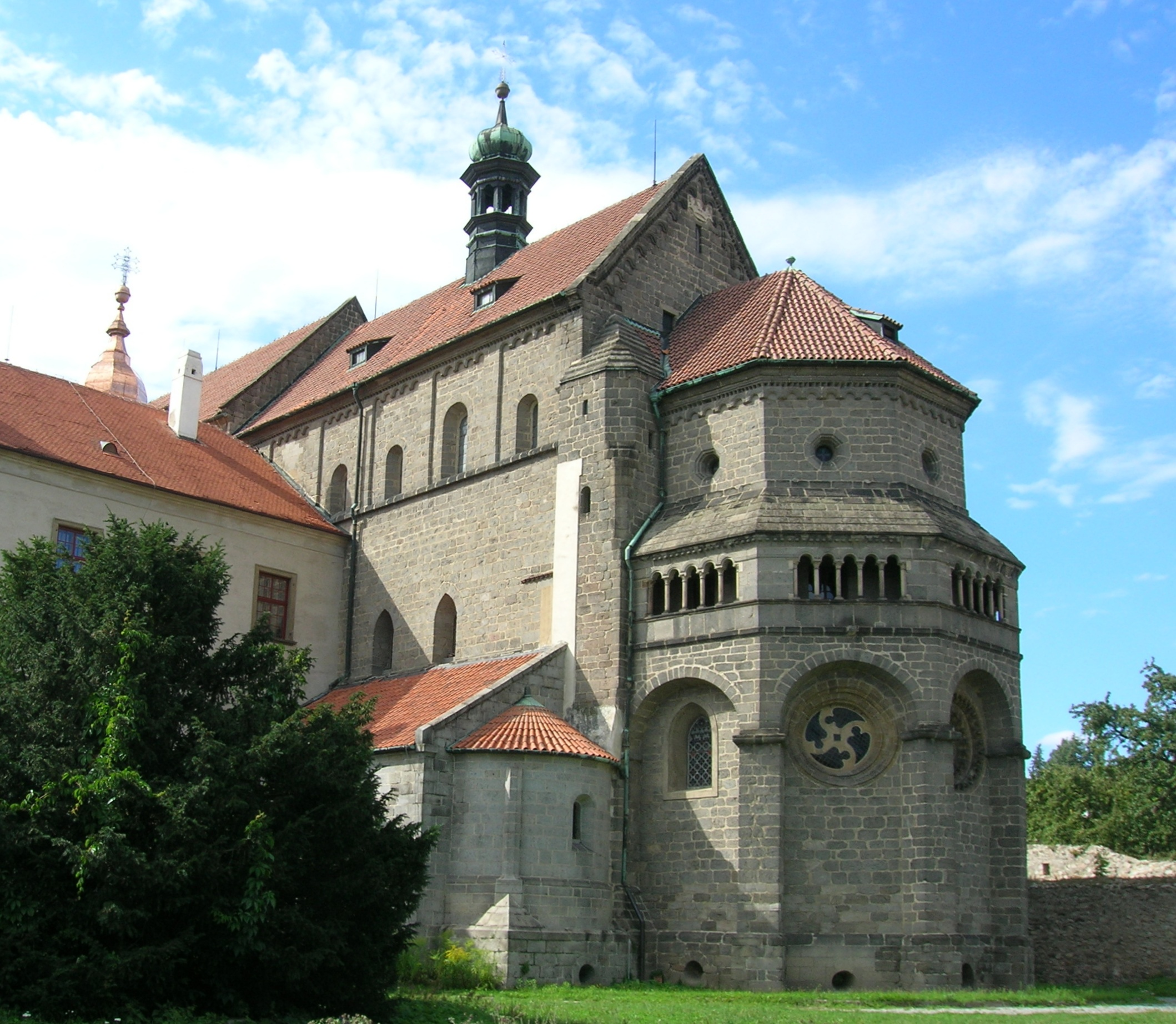
聖普羅可比聖殿

聖普羅可比聖殿（捷克語：Bazilika svatého Prokopa）是捷克的一座羅曼式建築教堂。位於特熱比奇。教堂建設在聖瑪麗修道院的遺跡上。這座修道院本來是座本篤會修道院，修道院建於1104年。在1240年至1280年期間，改建為教堂。2002年，聖殿成為捷克的國家文化紀念物。2003年，被列入世界文化遺產。